# Jamsbönrot
Jamsbönrot (Pachyrhizus erosus) är en ärtväxtart som först beskrevs av Carl von Linné, och fick sitt nu gällande namn av Ignatz Urban. Jamsbönroten ingår i släktet Pachyrhizus och familjen ärtväxter. Inga underarter finns listade i Catalogue of Life.
Det är en växt som utseendemässigt påminner om majrovan. Den är krispig och söt, och mycket vanlig i det mexikanska köket. 

## Namn
Jamsbönrot, eller jamsbönerot, kallas på svenska även för jicama, mexikansk jamsbönaeller kort och gott jamsböna.

## Bildgalleri

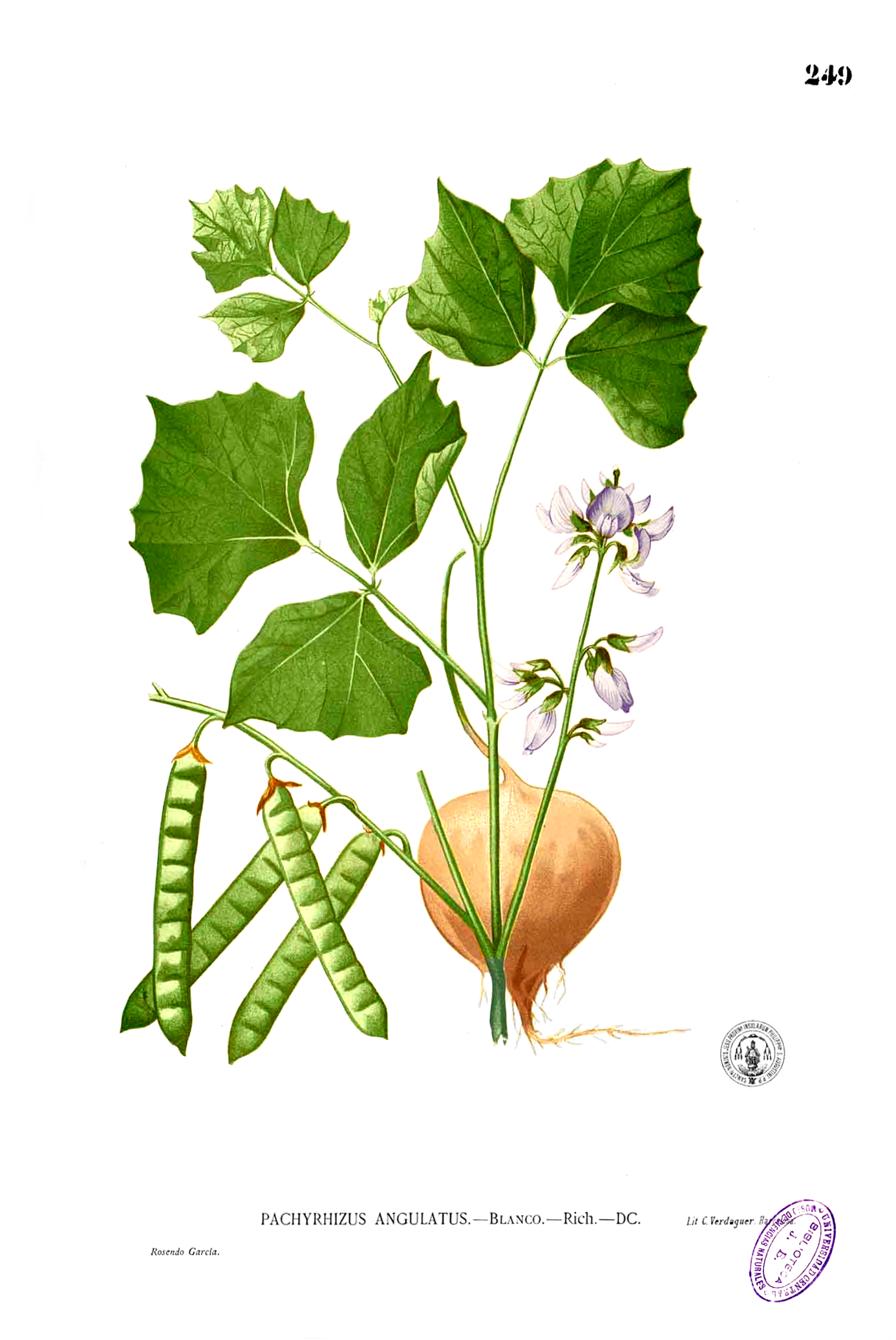
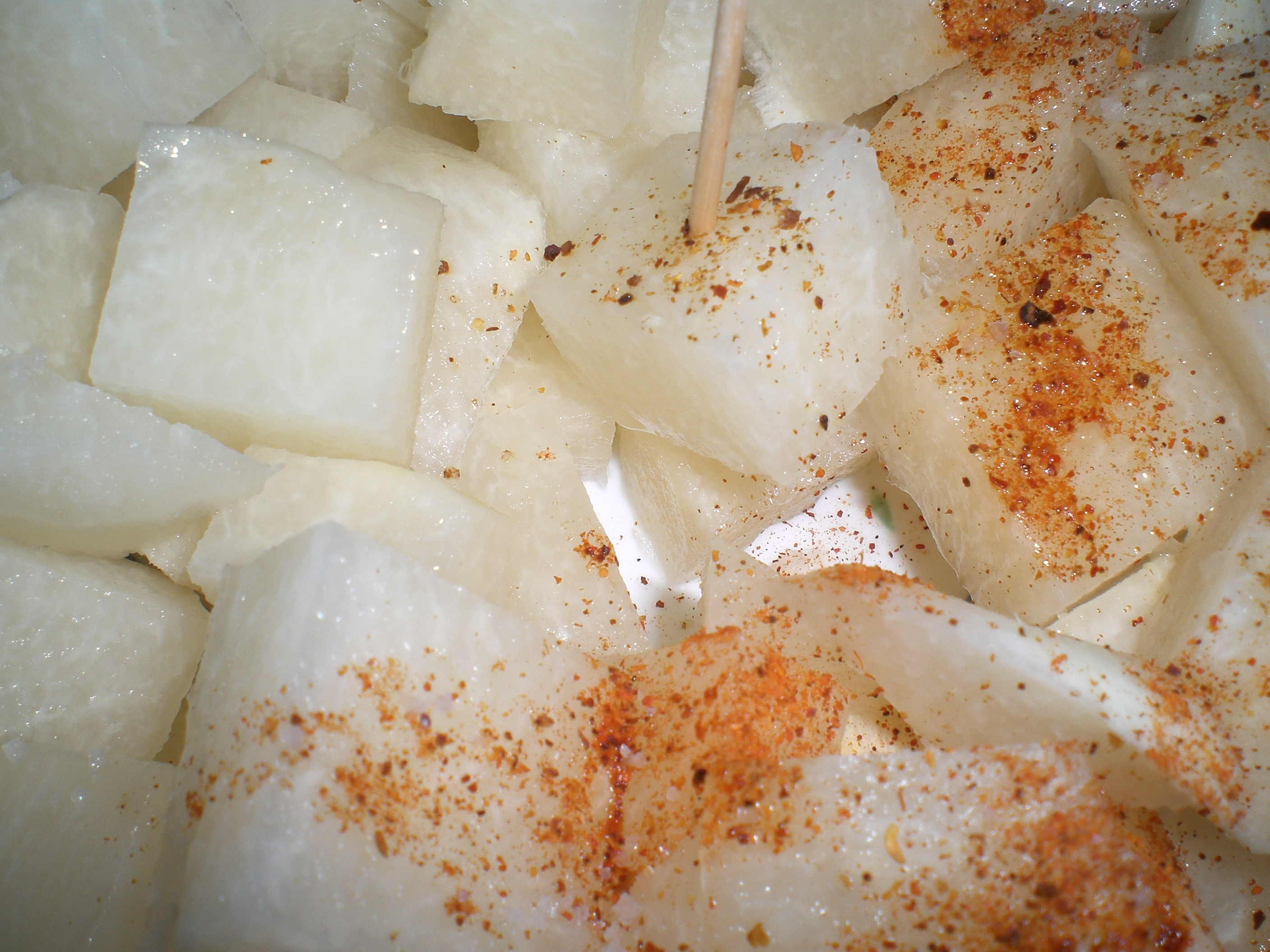
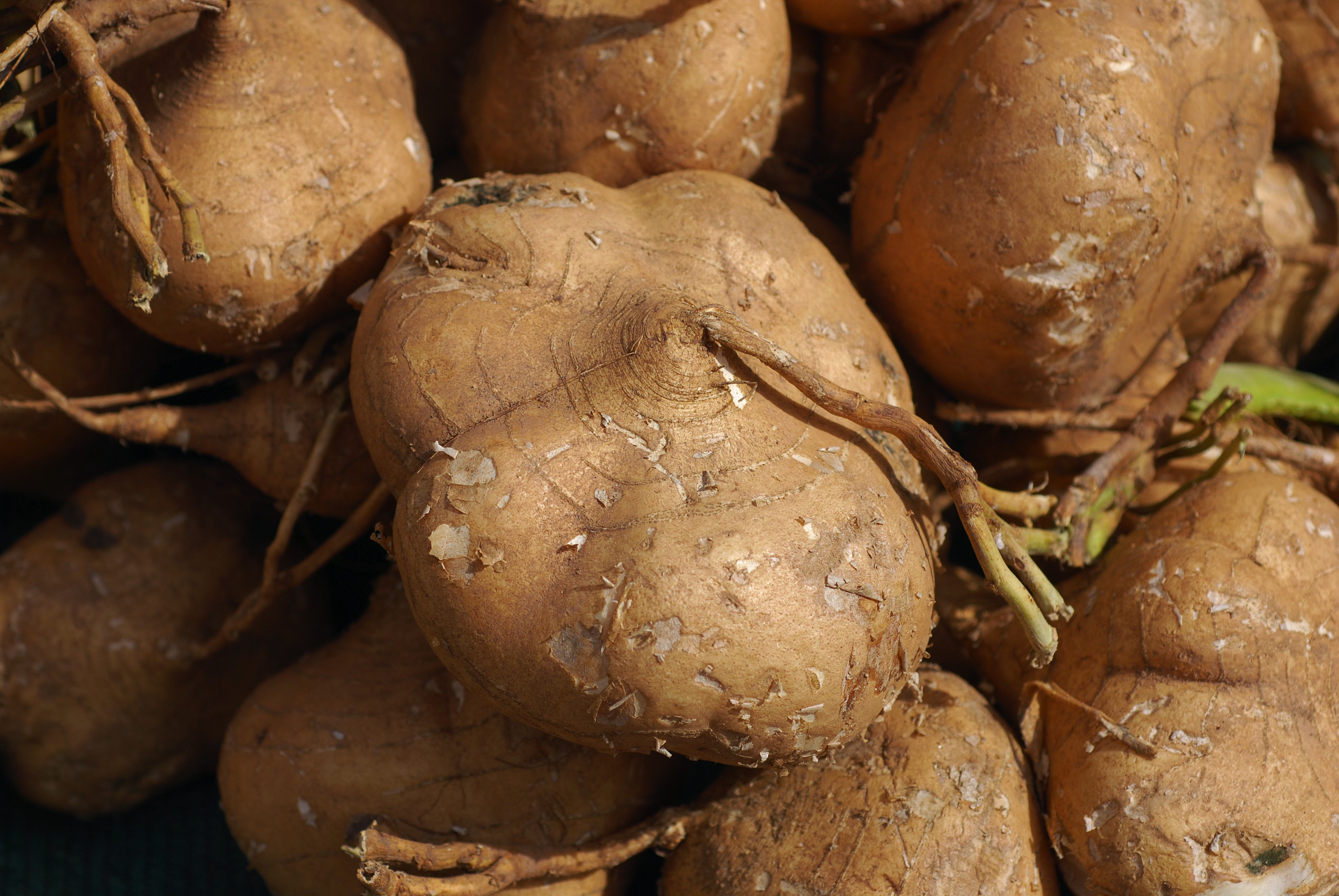
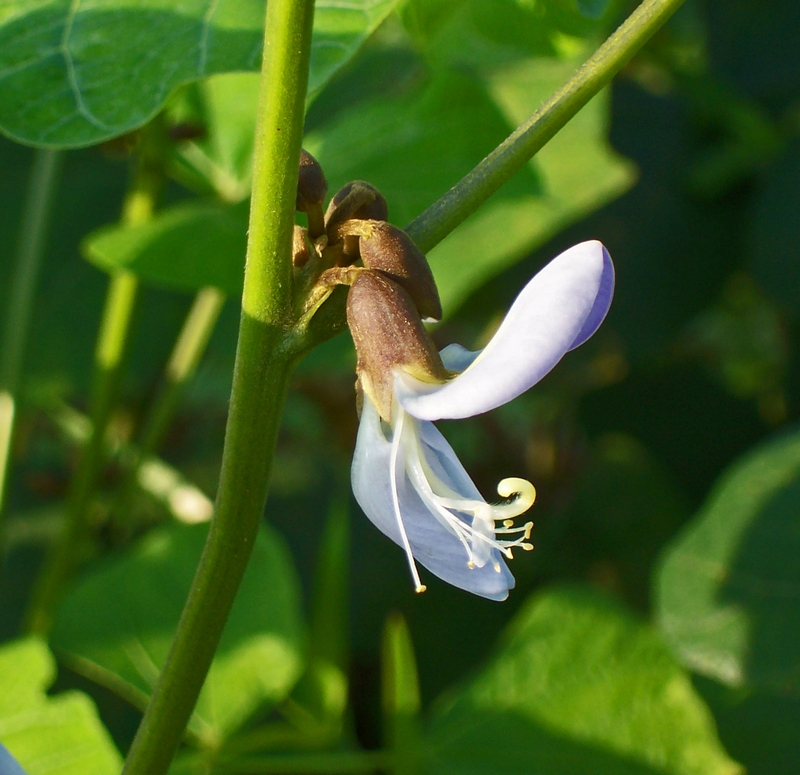
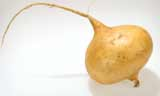
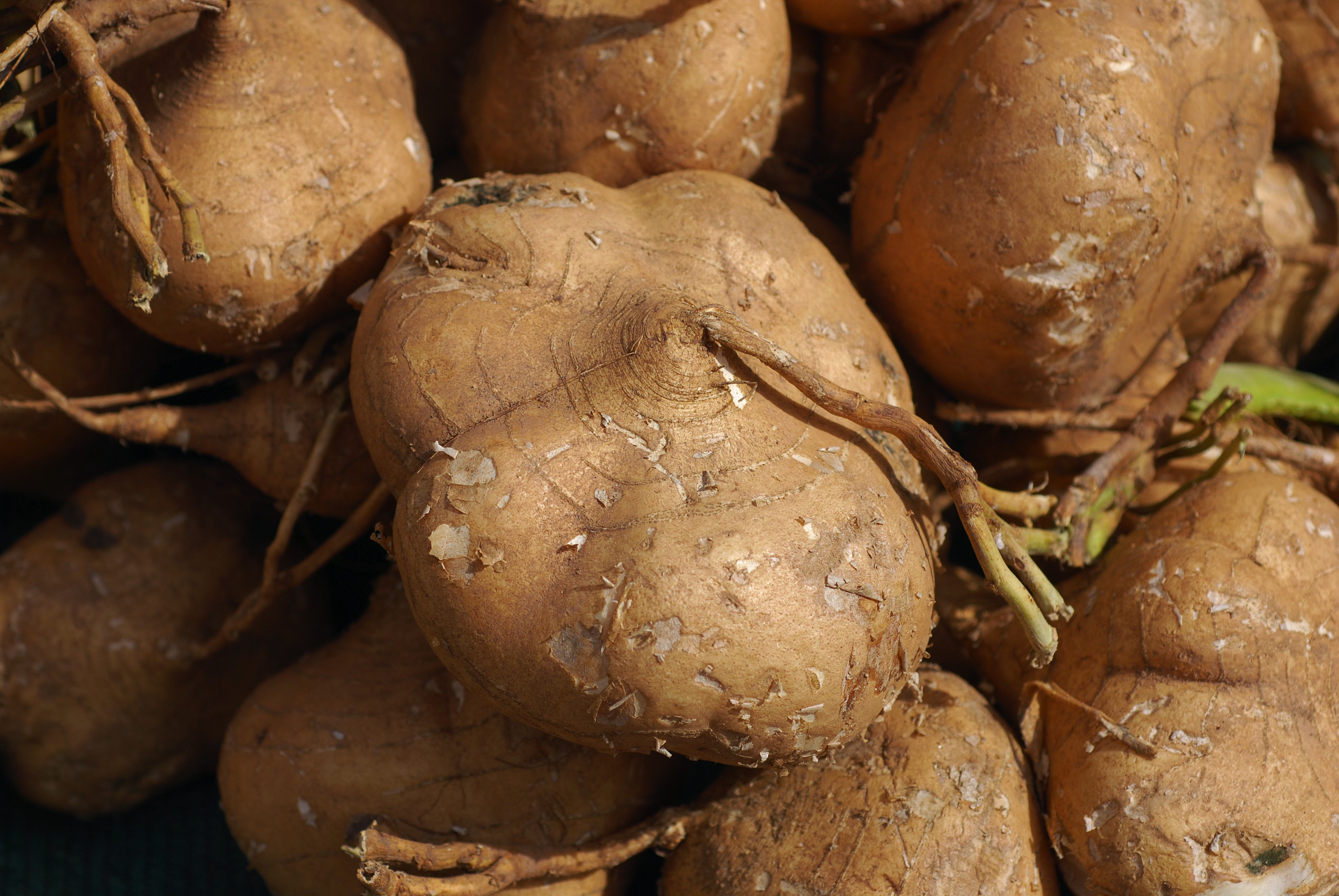